# Arseniuro de cadmio
El arseniuro de cadmio (Cd3As2) es un semimetal inorgánico de la familia II-V. Presenta el efecto Nernst.

## Propiedades

### Térmicas
El Cd3As2 se disocia entre 220 y 280 °C según la reacción
   2 Cd3As2(s) → 6 Cd(g) + As4(g)
Se encontró una barrera energética para la vaporización no estequiométrica del arsénico debido a la irregularidad de las presiones parciales con la temperatura. El intervalo de la brecha energética oscila entre 0,5 y 0,6 eV. El Cd3As2 funde a 716 °C y cambia de fase a 615 °C. 

### Transición de fase
El arseniuro de cadmio puro experimenta varias transiciones de fase a altas temperaturas, formando fases denominadas α (estable), α', α" (metaestable) y β. A 593° se produce la transición polimórfica α → β.
α-Cd3As2 ↔ α'-Cd3As2  se produce a ~500 K.
α'-Cd3As2 ↔ α''-Cd3As2  se produce a ~742 K y es una transición de fase regular de primer orden con marcado bucle de histéresis.
α"-Cd3As2 ↔ β-Cd3As2  se produce a 868 K.
Se utilizó difracción de rayos X de monocristal para determinar los parámetros de red de Cd3As2  entre 23 y 700 °C. La transición α → α′ se produce lentamente y, por tanto, lo más probable es que se trate de una fase intermedia. La transición α′ → α″ se produce mucho más rápido que α → α′ y tiene una histéresis térmica muy pequeña. Esta transición da lugar a un cambio en el cuádruple eje de la celda tetragonal, lo que provoca la macla cristalina. La anchura del bucle es independiente de la velocidad de calentamiento, aunque se estrecha tras varios ciclos de temperatura.

### Electrónica
El compuesto arseniuro de cadmio tiene una presión de vapor más baja (0,8 atm) que el cadmio y el arsénico por separado. El arseniuro de cadmio no se descompone cuando se vaporiza y se vuelve a condensar. La concentración de portadores en Cd3As2 suele ser de (1-4)×1018 electrones/cm3. A pesar de tener altas concentraciones de portadores, las movilidades de electrones también son muy altas (hasta 10.000 cm2/(V-s) a temperatura ambiente).
En 2014 se demostró que el Cd3As2 es un material semimetálico análogo al grafeno que existe en una forma tridimensional que debería ser mucho más fácil de moldear en dispositivos electrónicos.Los semimetales de Dirac topológicos (TDS) tridimensionales (3D) son análogos a granel del grafeno que también presentan una topología no trivial en su estructura electrónica que comparte similitudes con los aislantes topológicos. Además, un TDS puede convertirse potencialmente en otras fases exóticas (como los semimetales de Weyl, los aislantes axiónicos y los superconductores topológicos). La espectroscopia de fotoemisión con resolución angular reveló un par de fermiones de Dirac tridimensionales en Cd3As2. En comparación con otras TDS 3D, por ejemplo, la β-cristobalita BiO2 y Na3Bi, el Cd3As2 es estable y tiene velocidades de Fermi mucho mayores. Se utilizó dopaje in situ para ajustar su energía de Fermi.

### Conducción
El arseniuro de cadmio es un semiconductor II-V que presenta una conductividad intrínseca de semiconductor degenerado de tipo n con una gran movilidad, una masa efectiva baja y una banda de conducción altamente no parabólica, o un semiconductor de brecha estrecha. Presenta una estructura de banda invertida y la brecha de energía óptica, por ejemplo, es inferior a 0. Cuando se deposita por evaporación térmica (deposición), el arseniuro de cadmio muestra el efecto Schottky (emisión termoiónica) y Poole-Frenkel a campos eléctricos elevados.

### Magnetorresistencia
El arseniuro de cadmio muestra oscilaciones cuánticas muy fuertes en la resistencia incluso a la temperatura relativamente alta de 100K. Esto lo hace útil para probar sistemas criomagnéticos, ya que la presencia de una señal tan fuerte es un claro indicador de funcionamiento.

## Preparación

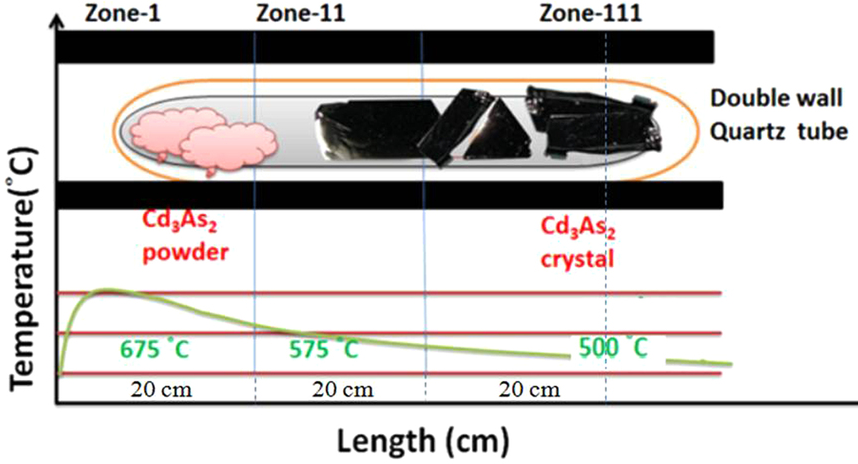
Esquema del crecimiento por vapor de cristales de Cd_{3}As_{2} utilizando un horno de alúmina.

El arseniuro de cadmio puede prepararse como cristal semiconductor amorfo. Según Hiscocks y Elliot,la preparación de arseniuro de cadmio se hizo a partir de cadmio metálico, que tenía una pureza de 6 N de Kock-Light Laboratories Limited. Hoboken suministraba β-arsénico con una pureza del 99,999%. Se calentaron conjuntamente proporciones estequiométricas de los elementos cadmio y arsénico. La separación fue difícil y larga debido a que los lingotes se pegaban a la sílice y se rompían. Se creó un crecimiento Stockbarger encapsulado en líquido. Los cristales se extraen de fundidos volátiles en encapsulación líquida. La masa fundida se cubre con una capa de líquido inerte, normalmente B2O3, y se aplica una presión de gas inerte superior a la presión de vapor de equilibrio. Esto elimina la evaporación de la masa fundida, lo que permite que la siembra y la extracción se produzcan a través de la capa de B2O3.

## Estructura cristalina
La celda unitaria del Cd3As2 es tetragonal. Los iones de arsénico son cúbicos y los de cadmio están coordinados tetraédricamente. Los sitios tetraédricos vacantes provocaron la investigación de von Stackelberg y Paulus (1935), que determinaron la estructura primaria. Cada ion arsénico está rodeado por iones cadmio en seis de las ocho esquinas de un cubo distorsionado y los dos sitios vacantes estaban en las diagonales.
La estructura cristalina del arseniuro de cadmio es muy similar a la del fosfuro de zinc (Zn3P2), el arseniuro de zinc (Zn3As2) y el fosfuro de cadmio (Cd3P2). Estos compuestos del sistema cuaternario Zn-Cd-P-As presentan una solución sólida totalmente continua.

## Efecto Nernst
El arseniuro de cadmio se utiliza en detectores de infrarrojos que utilizan el efecto Nernst y en sensores de presión dinámicos de película fina. También puede utilizarse para fabricar magnetorresistencias y fotodetectores.
El arseniuro de cadmio puede utilizarse como dopante para el HgCdTe.